# Gabriel Diallo
Gabriel Diallo (* 24. September 2001 in Montreal, Québec) ist ein kanadischer Tennisspieler.

## Karriere
Diallo spielte nur wenige Matches auf der ITF Junior Tour. In der Jugend-Rangliste erreichte er mit Rang 581 seine höchste Notierung.
2019 begann Diallo ein Studium an der University of Kentucky, wo er auch College Tennis spielte. Er führte sein Team 2022 zur ersten Finalteilnahme bei den NCAA Division I Tennis Championships. Als Einzelspieler erreichte er das Viertelfinale. Bei den Profis spielte er währenddessen erste Turniere. 2021 zog er bei zwei Turnieren der drittklassigen ITF Future Tour ins Finale ein, was ihm 2019 im Doppel das erste Mal gelang. Mit Platz 608 kam er dadurch auf sein Karrierehoch. 2022 gewann Diallo bei seinem dritten Future-Finale den Titel. Beim Masters-Turnier in Kanada, nach den Grand-Slam-Turnieren die zweithöchste Turnierkategorie, bekam Diallo eine Wildcard für die Qualifikation zugesprochen. Dort überraschte er in der ersten Runde die Nummer 62 der Welt, James Duckworth, ehe er in der zweiten Runde gegen Hugo Gaston aufgeben musste. Er stand durch die Erfolge kurz vor Platz 500 in der Tennisweltrangliste. Den größten Titel gewann Diallo im August in Granby. In den bisherigen vier Turnieren auf der ATP Challenger Tour konnte er nur ein Match gewinnen; dieses Mal gewann er alle fünf Matches und damit den Titel. Einen Monat später gab er sein Debüt für die kanadische Davis-Cup-Mannschaft, bei dem er sein erstes Match verlor. Noch zweimal erzielte der Kanadier gute Ergebnisse bei Challengers: in Calgary zog er ins Halbfinale ein, in Fairfield stand er das zweite Mal im Finale, diesmal verlor er gegen Michael Mmoh.
Im Dezember 2022 entschied er sich auf das letzte Hochschulsemester zu verzichten und Profi zu werden. Das Jahr beendete er auf Platz 222, womit er bei Challengers meist ohne Qualifikation antreten kann. Anfang 2023 schied er bei der Qualifikation zu den Australian Open in der ersten Runde gegen Aleksandar Vukic aus.

## Erfolge
| Legende (Anzahl der Siege) |
| Grand Slam                 |
| ATP Finals                 |
| ATP Tour Masters 1000      |
| ATP Tour 500               |
| ATP Tour 250 (1)           |
| ATP Challenger Tour (4)    |

| ATP-Titel nach Belag |
| Hartplatz (0)        |
| Sand (0)             |
| Rasen (1)            |

### Einzel

#### Turniersiege

##### ATP Tour
| Nr. | Datum         | Turnier          | Belag | Finalgegner | Ergebnis  |
| --- | ------------- | ---------------- | ----- | ----------- | --------- |
| 1.  | 15. Juni 2025 | ’s-Hertogenbosch | Rasen | Zizou Bergs | 7:5, 7:68 |

###### ATP Challenger Tour
| Nr. | Datum            | Turnier    | Belag         | Finalgegner    | Ergebnis  |
| --- | ---------------- | ---------- | ------------- | -------------- | --------- |
| 1.  | 28. August 2022  | Granby     | Hartplatz     | Shang Juncheng | 7:5, 7:65 |
| 2.  | 15. Oktober 2023 | Bratislava | Hartplatz (i) | Joris De Loore | 6:0, 7:5  |
| 3.  | 28. Juli 2024    | Chicago    | Hartplatz     | Bu Yunchaokete | 6:3, 7:63 |

##### Finalteilnahmen
| Nr. | Datum            | Turnier | Belag         | Finalgegner       | Ergebnis      |
| --- | ---------------- | ------- | ------------- | ----------------- | ------------- |
| 1.  | 20. Oktober 2024 | Almaty  | Hartplatz (i) | Karen Chatschanow | 2:6, 7:5, 3:6 |

### Doppel

#### Turniersiege
| Nr. | Datum           | Turnier  | Belag     | Partner       | Finalgegner                    | Ergebnis |
| --- | --------------- | -------- | --------- | ------------- | ------------------------------ | -------- |
| 1.  | 19. August 2023 | Winnipeg | Hartplatz | Leandro Riedi | Juan Carlos Aguilar Taha Baadi | 6:2, 6:3 |